# Partie latérale de l'os occipital
Les parties latérales de l'os occipital (ou masses latérales de l’occipital) sont les parties osseuse de l'os occipital situées de chaque côté du foramen magnum.

## Description
Les parties latérales de l'os occipital présentent deux faces, une inférieure exocrânienne et une supérieure endocrânienne, ainsi que deux bords, un latéral et un médial.

### La face exocrânienne
Les faces exocrâniennes portent les condyles occipitaux réniforme du bord antérieur du foramen magnum à son milieu.
Sur le côté médial de chacun des condyles se trouve un  tubercule pour l'insertion du ligament alaire.
En arrière des condyles se trouvent les fosses condylaires.
En avant des condyles et latéralement s'ouvre les canaux des nerfs hypoglosses.
Latéralement aux condyles se trouvent la zone d'insertion du muscle droit latéral de la tête sur la surface inférieure du processus jugulaire.

### La face endocrânienne
La face endocrânienne présente une éminence ovale, le tubercule jugulaire, qui recouvre le canal du nerf hypoglosse et est parfois traversé par un sillon oblique pour les nerfs glossopharyngien, vague et accessoire
Sur la surface supérieure du processus jugulaire se trouve un sillon profond qui s'incurve vers l'intérieur et vers l'avant et continu avec l'encoche jugulaire. Cette rainure loge la partie terminale du sinus transverse. Dans cette rainure débouche le canal condylaire.

### Le bord latéral
Le bord latéral est divisé en deux segments par le processus jugulaire.
Le segment postérieur s'articule avec la partie pétreuse de l'os temporal.
Le segment antérieur est divisé par la saillie du processus intra-jugulaire et constitue le bord interne du foramen jugulaire et de la fissure pétro-occipitale.
Entre les deux segments, la face latérale du processus jugulaire est reliée à la surface jugulaire de l'os temporal par une plaque de cartilage. Après l'âge de vingt-cinq ans, cette plaque a tendance à s'ossifier.

### Le bord médial
Le bord médial constitue le bord  latéral du foramen magnum.

## Galerie

Crâne humain vu d'en bas : les parties latérales de l'os occipital (en rouge).
Os occipital : les parties latérales (en rouge).
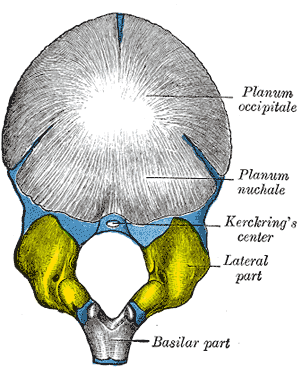
Os occipital à la naissance, face externe : les parties latérales (en jaune.)
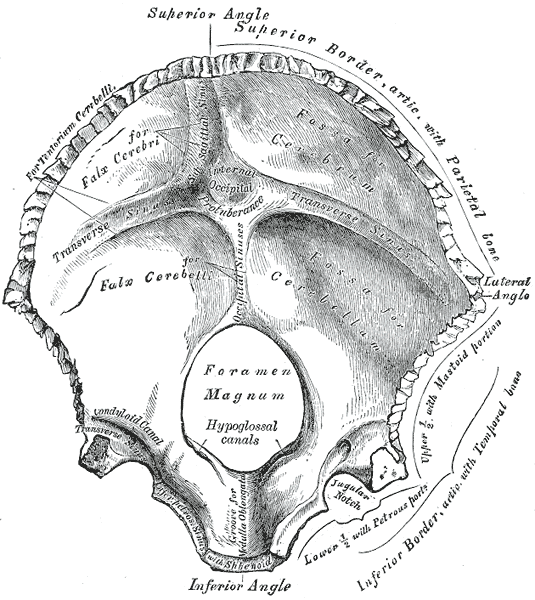
Os occipital, face interne.